# Kate Walsh (színművész)
Kathleen Erin Walsh (San José, Kalifornia, 1967. október 13. –) amerikai színésznő. 
Leghíresebb szerepe Dr. Addison Montgomery A Grace klinika című sorozatból és annak Doktor Addison című spin-offjából.

## Élete és pályafutása
A kaliforniai San Joséban született, de Arizonában, Tucsonban nőtt fel. Az Arizonai egyetemen tanult, ahol a vallásos színház tagja volt. Az 1980-as években Japánban modellkedett, és angolul tanított japán diákokat.
Amikor Kate Chicagóba költözött, a Piven Theatre Workshopban dolgozott. Szerepelt a National Public Radióban a Born Guilty című darabban. Ezután New Yorkba költözött és csatlakozott a Burn Manhattan színtársulathoz, ahol sok Off-Broadway darabban játszott.
Első jelentős tévés szereplése 1997-ben volt, a Drew Carey Show-ban. Ezt több kisebb szerep követte különböző tévésorozatokban (Esküdt ellenségek, Ámor nyila).
2005-ben megkapta Addison Montgomery szerepét az ABC A Grace klinika című drámasorozatában. Eredetileg csak pár részes szerep lett volna, de Addison nagyon népszerűnek bizonyult a nézők körében, így főszereplő maradt. 2007-ben saját spin-off sorozata indult Doktor Addison címmel. A sorozat 3. évada 200] őszén indul.

## Magánélete
2007 szeptemberében hozzáment Alex Young producerhez. 2008 decemberében bejelentették, hogy elválnak.

## Filmográfia

### Film
| Év   | Cím                           | Eredeti cím                                         | Szerep            | Magyar hang   |
| ---- | ----------------------------- | --------------------------------------------------- | ----------------- | ------------- |
| 1996 | Hétköznapi élet               | Normal Life                                         | Cindy Anderson    |               |
| 1996 |                               | Henry: Portrait of a Serial Killer, Part II         | Cricket           |               |
| 1997 |                               | Peppermills (rövidfilm)                             | Lena              |               |
| 1997 |                               | Night of the Lawyers                                | Pressie Brooks    |               |
| 1998 |                               | Three Below Zero                                    | Moirat            |               |
| 1998 |                               | Heaven                                              | Diner             |               |
| 2000 | Segítség, apa lettem!         | The Family Man                                      | Jeannie           |               |
| 2002 |                               | Anatomy of a Breakup (rövidfilm)                    | Lorra             |               |
| 2002 |                               | A Day in the Life of Nancy M. Pimental              | Kate              |               |
| 2003 | Napsütötte Toszkánav          | Under the Tuscan Sun                                | Grace             | Solecki Janka |
| 2004 | Az utolsó gyémántrablás       | After the Sunset                                    | Shelia            |               |
| 2004 |                               | Wake Up, Ron Burgundy: The Lost Movie               | Sue               |               |
| 2005 | Papák a partvonalon           | Kicking & Screaming                                 | Barbara Weston    | Ősi Ildikó    |
| 2005 |                               | Inside Out                                          | Tyne              |               |
| 2005 | Földre szállt boszorkány      | Bewitched                                           | szexi pincérnő    |               |
| 2007 |                               | Veritas, Prince of Truth                            | Nemesii           |               |
| 2009 |                               | One Way to Valhalla                                 | Raina             |               |
| 2010 | Légió                         | Legion                                              | Sandra Anderson   | Pálfi Kata    |
| 2011 |                               | Angels Crest                                        | Roxanne           |               |
| 2012 | Egy különc srác feljegyzései  | The Perks of Being a Wallflower                     | Mrs. Kelmeckis    | Solecki Janka |
| 2013 | Horrorra akadva 5.            | Scary Movie 5                                       | Mal Colb          |               |
| 2014 |                               | Dermaphoria                                         | Morell            |               |
| 2014 |                               | Just Before I Go                                    | Kathleen Morgan   |               |
| 2015 |                               | Staten Island Summer                                | Danny anyja       |               |
| 2015 |                               | Any Day                                             | Bethley           |               |
| 2017 | Csajtúra                      | Girls Trip                                          | Liz Davelli       |               |
| 2017 | Mélytorok: A Watergate-sztori | Mark Felt: The Man Who Brought Down the White House | Pat Miller        | Pálfi Kata    |
| 2017 |                               | #Realityhigh                                        | Dr. Fiona Shively |               |
| 2017 |                               | If I Forget                                         | Holly Fischer     |               |
| 2018 | Ideális otthon                | Ideal Home                                          | Kate              |               |
| 2019 |                               | Almost Love                                         | Elizabeth         |               |
| 2019 | 3022 – Életben maradtak       | 3022                                                | Jackie Miller     |               |
| 2020 | Becsületes tolvaj             | Honest Thief                                        | Annie Wilkins     | Ruttkay Laura |
| 2021 |                               | Sometime Other Than Now                             | Kate              |               |

### Televízió
| Év        | Magyar cím                  | Eredeti cím                           | Szerep                 | Megjegyzések                                   |
| --------- | --------------------------- | ------------------------------------- | ---------------------- | ---------------------------------------------- |
| 1996      | Gyilkos utcák               | Homicide: Life on the Street          | Cathy Buxton           | 1 epizód                                       |
| 1996      |                             | Swift Justice                         | Paula "Paulie" Goddard | 1 epizód                                       |
| 1997      | Esküdt ellenségek           | Law & Order                           | Kirstin Blair hadnagy  | 1 epizód                                       |
| 1997–2002 |                             | The Drew Carey Show                   | Nicki Fifer            | visszatérő szereplő (22 epizód)                |
| 1998      | Ámor nyila                  | Cupid                                 | Heidi                  | 1 epizód                                       |
| 1999      |                             | Turks                                 | Terry                  | 1 epizód                                       |
| 1999      |                             | The Mike O'Malley Show                | Marcia                 | 2 epizód                                       |
| 2000      |                             | Cursed                                | Stace                  | 1 epizód                                       |
| 2000–2001 |                             | The Norm Show                         | Jenny                  | visszatérő szereplő (5 epizód)                 |
| 2001      | A szökevény                 | The Fugitive                          | Eve Hilliard ügynök    | visszatérő szereplő (3 epizód)                 |
| 2001–2002 | Mocsok macsók meséi         | The Mind of the Married Man           | Carol Nelson           | visszatérő szereplő (6 epizód)                 |
| 2003–2004 | Karen Sisco – Mint a kámfor | Karen Sisco                           | Marley Novak           | 2 epizód                                       |
| 2004      |                             | The Men's Room                        | Karen                  | visszatérő szereplő (3 epizód)                 |
| 2004      | CSI: A helyszínelők         | CSI: Crime Scene Investigation        | Mimosa                 | 1 epizód                                       |
| 2004      | Rém rendetlen család        | Complete Savages                      | Maggie                 | 1 epizód                                       |
| 2005      |                             | Bobby Cannon                          | London                 | tévéfilm                                       |
| 2005      | Figyelők                    | Eyes                                  | Kendall Judd           | 1 epizód                                       |
| 2005–     | A Grace klinika             | Grey's Anatomy                        | Dr. Addison Montgomery | fő- és vendégszereplő                          |
| 2007–2013 | Doktor Addison              | Private Practice                      | Dr. Addison Montgomery | főszereplő                                     |
| 2009      | Texas királyai              | King of the Hill                      | Kat Savage (hangja)    | 1 epizód                                       |
| 2010      |                             | Childrens Hospital                    | önmaga                 | 1 epizód                                       |
| 2011      | Égessük le Charlie Sheent!  | Comedy Central Roast of Charlie Sheen | leégető                | különkiadás                                    |
| 2013      | A kör bezárul               | Full Circle                           | Trisha Campbell        | visszatérő szereplő (3 epizód)                 |
| 2014      | Fargo                       | Fargo                                 | Gina Hess              | visszatérő szereplő (4 epizód)                 |
| 2014–2015 | Rebecca bírónő              | Bad Judge                             | Rebecca Wright         | főszereplő (13 epizód)                         |
| 2015      | Megdönthetetlen             | Undateable                            | vásárló                | 1 epizód                                       |
| 2017–2019 | 13 okom volt                | 13 Reasons Why                        | Olivia Baker           | fő- és vendégszereplő                          |
| 2019      |                             | Fam                                   | Jolene                 | 1 epizód                                       |
| 2019–2024 | Az Esernyő Akadémia         | The Umbrella Academy                  | Intéző                 | - mellékszereplő - magyar hangja: - Pálfi Kata |
| 2020–     | Emily Párizsban             | Emily in Paris                        | Madeline Wheeler       | visszatérő szereplő                            |
| 2022      |                             | Sprung                                | Paula Tackleberry      | visszatérő szereplő                            |